# Mosiny
Mosiny (kaszub. Mòsënë, niem. Mossin) – wieś w Polsce położona w województwie pomorskim, w powiecie człuchowskim, w gminie Człuchów przy drodze wojewódzkiej nr 188. Wieś jest siedzibą sołectwa Mosiny, w którego skład wchodzi również miejscowość Dziewiątka.
Wieś królewska starostwa człuchowskiego w województwie pomorskim w drugiej połowie XVI wieku.
W latach 1954–1971 wieś należała i była siedzibą władz gromady Mosiny, po jej zniesieniu w gromadzie Chrząstowo. W latach 1975–1998 miejscowość administracyjnie należała do województwa słupskiego.